# Chiesa di Sant'Orsola (Salorno sulla Strada del Vino)
La chiesa di Sant'Orsola (in tedesco Kirche St. Ursula) è la parrocchiale di Pochi (Buchholz), frazione di Salorno sulla Strada del Vino in Alto Adige. Appartiene al decanato di Egna-Nova Ponente della diocesi di Bolzano-Bressanone e risale al XIV.

## Storia

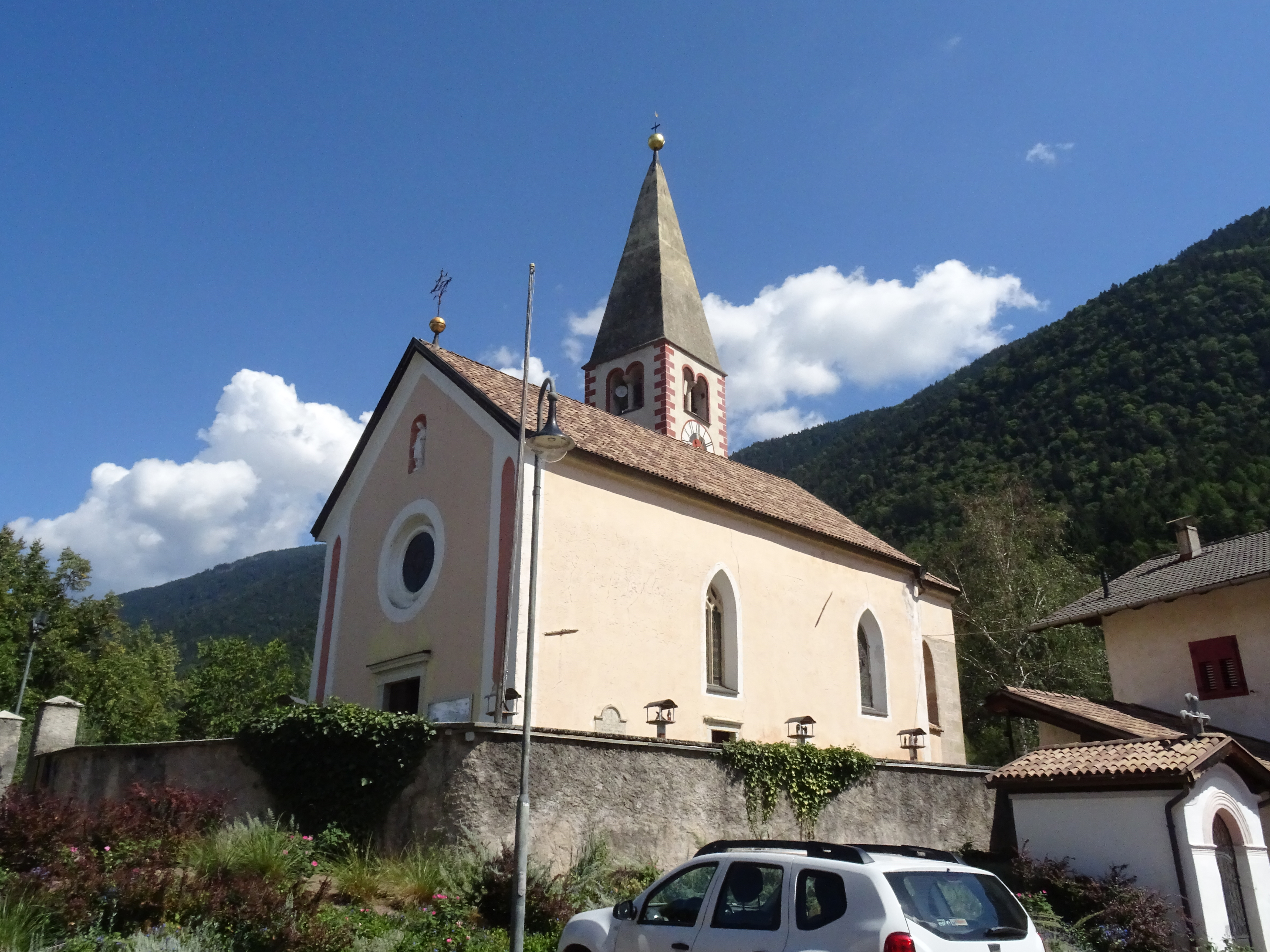
Chiesa di Sant'Orsola vista dal basso

La chiesa originale in stile romanico venne edificata nella prima metà del XIV secolo. Oltre un secolo più tardi venne arricchita col coro e entro la metà del XVII secolo la navata venne completamente ricostruita.

## Descrizione

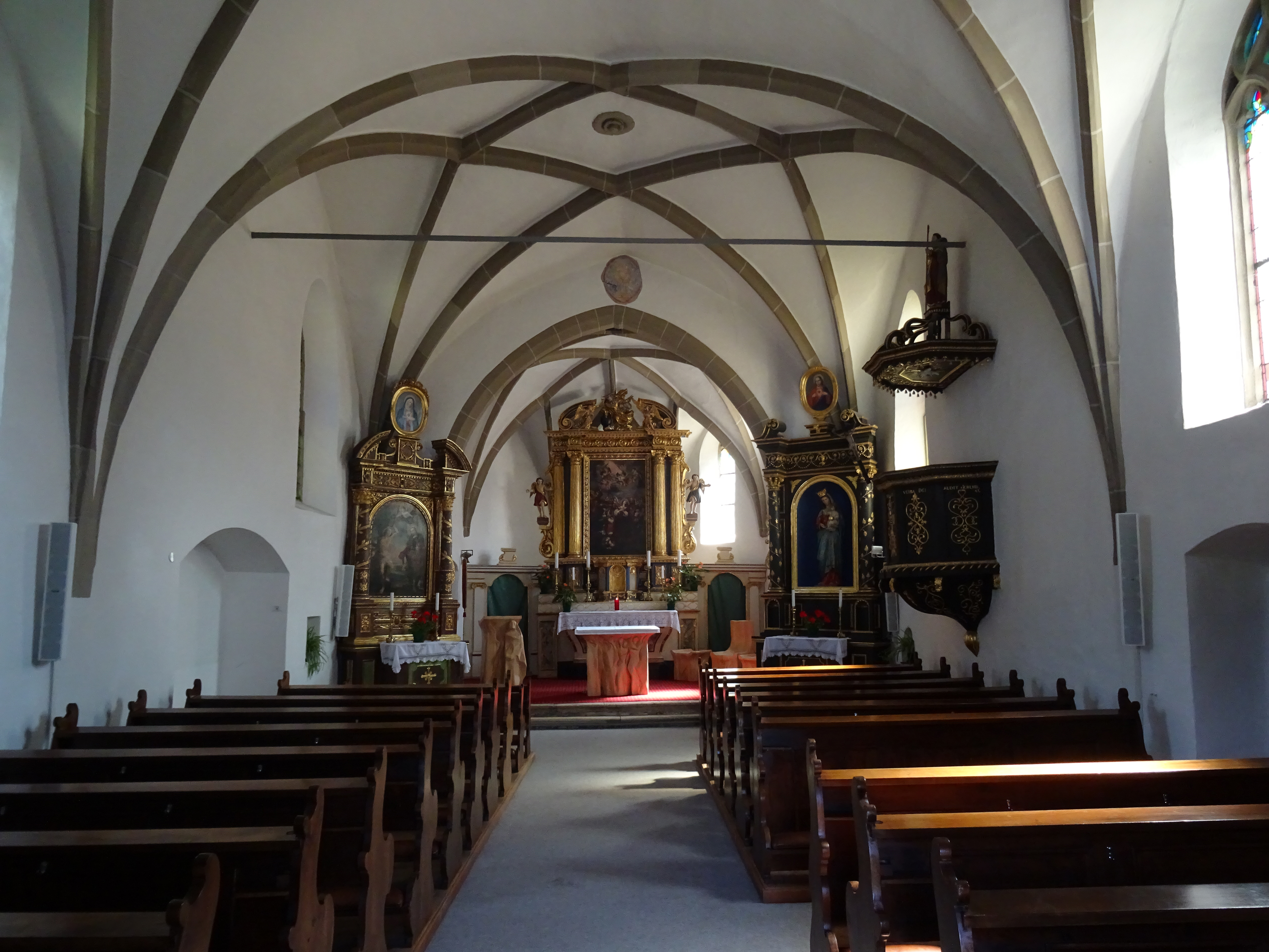
Interno

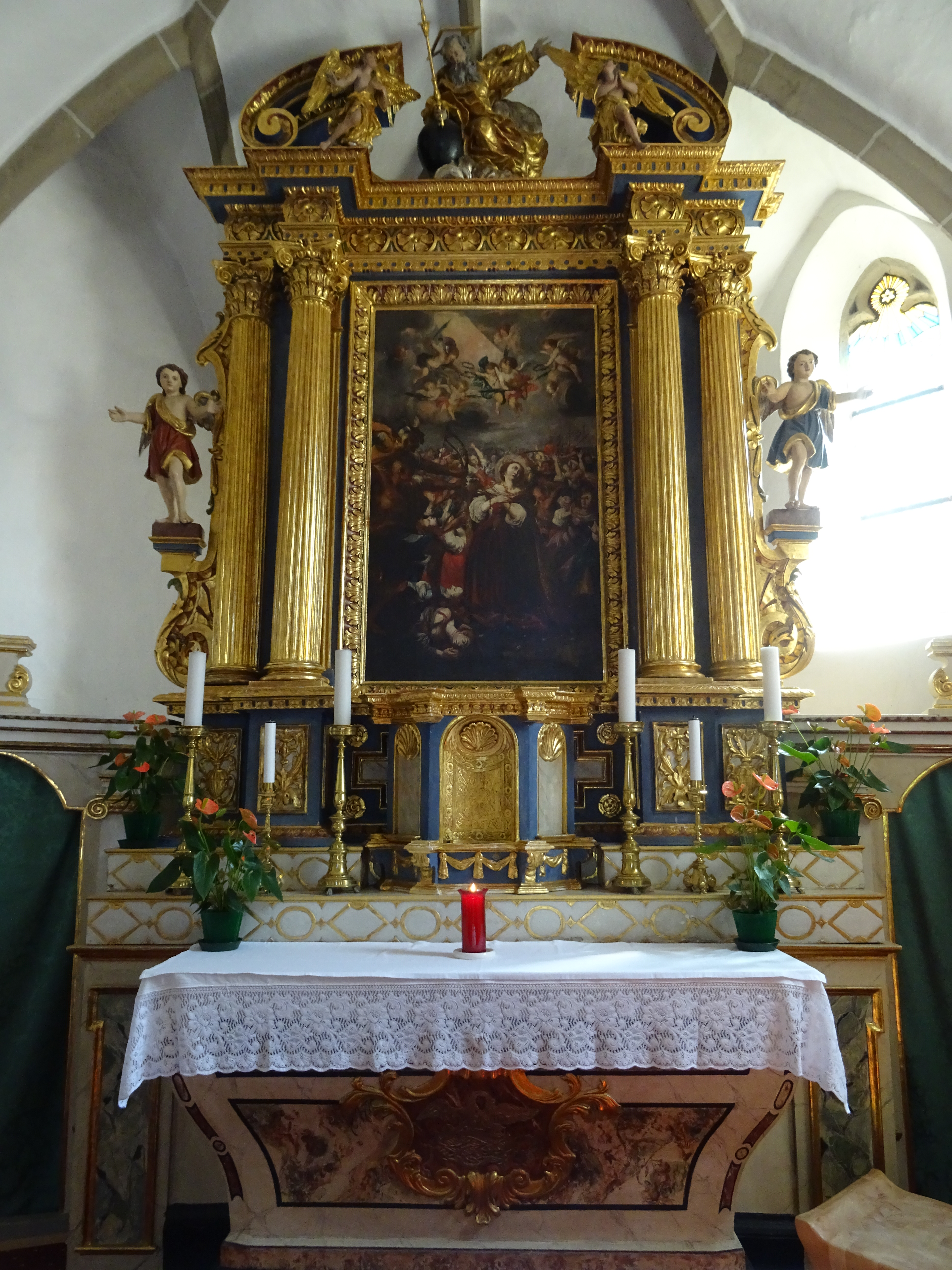
Altare maggiore con pala raffigurante Sant'Orsola, opera seicentesca di Stephan Kessler

La chiesa è un monumento sottoposto a provvedimento di vincolo col numero 16894 nella provincia autonoma di Bolzano.

### Esterni
Il luogo di culto si trova nella parte occidentale dell'abitato di Pochi. La facciata in stile gotico a due rspioventi è caratterizzata dal portale architravato sopra il quale si apre il grande oculo che porta luce alla sala sormontato dalla nicchia con statua. La torre campanaria si alza in posizione arretrata sulla sinistra e la sua cella si apre con quattro finestre a bifora e si conclude con una copertura a piramide acuta.

### Interni
La navata interna è unica con volta a crociera. La pala d'altare che raffigura la titolare è attribuita a Stephan Kessler. Gli altari laterali sono arricchiti con una tela sempre di Kessler che raffigura i Santi Rocco e Sebastiano e con la statua che raffigura Maria con il Bambino.